# ناحیه سیو، میشیگان
ناحیه سیو (به انگلیسی: Scio Township) یک منطقهٔ مسکونی در ایالات متحده آمریکا است که در شهرستان وشتناو واقع شده‌است.
 ناحیه سیو ۸۸٫۶ کیلومتر مربع مساحت و ۲۰٬۰۸۱ نفر جمعیت دارد و ۲۶۶ متر بالاتر از سطح دریا واقع شده‌است.